# Mi-Sex
Mi-Sex是一隊活躍于1977年至1985年的紐西蘭樂隊，隊內靈魂人物是主音歌手史地芬·嬌朋。這樂隊最有名的歌曲是1979年的電腦遊戲。

## 唱片
- 塗鴉罪（Grafitti Crime） (1978)
- 太空競賽（Space Race） (1980)
- 電腦遊戲（Computer Games） (1981)
- 万劫不復（Shanghaied） (1984)
- 精選集（1975-1985 Greatest Hits） (1985)